# Mary Star of the Sea
Mary Star of the Sea je první a jediné album skupiny Zwan, vydané 28. ledna 2003.

## Seznam písní
1. „Lyric“ – 3:17
2. „Settle Down“ – 5:26
3. „Declarations of Faith“ – 4:18
4. „Honestly“ – 3:45
5. „El Sol“ – 3:38
6. „Of a Broken Heart“ – 3:55
7. „Ride a Black Swan“ – 4:54
8. „Heartsong“ – 3:08
9. „Endless Summer“ – 4:22
10. „Baby Let's Rock!“ – 3:41
11. „Yeah!“ – 3:06
12. „Desire“ – 4:15
13. „Jesus, I / Mary Star of the Sea“ – 14:04
14. „Come with Me“ – 4:01